# Братковский хребет
Братковский хребет (Чёрная Полонина) — хребет в Украинских Карпатах, в горном массиве Горганы. Расположен на границе Надворнянского района Ивано-Франковской области и Тячевского, Раховского районов Закарпатской области.
Хребет простирается зигзагообразной линией с северо-запада на юго-восток более чем на 15 км. Основные вершины хребта: Дурня, Гропа, Братковская, Малая Братковская, Русская, Чёрная Клева, Чёрный Грун. Есть ещё несколько локальных вершин. Максимальная высота — 1788 м (гора Братковская).
Привершинные склоны хребта местами покрыты каменными россыпями и осыпищами. Растительность до высоты 1400—1600 м представлена еловыми лесами, выше криволесье из сосны горной и полонины. Вершины в основном с мягкими очертаниями. Этим Братковский отличается от других Горганских хребтов, например, Довбушанки и Синяка, чьи вершины острые и с крутыми склонами.
Подняться на Братковский хребет можно из сёл: Быстрица, Лопухов или Чёрная Тиса.
Учитывая подъём на Братковский хребет, прохождения всех его пяти вершин и спуск с хребта, общая длина составляет не более 20 км. Большинство туристических маршрутов захватывают только последние три вершины Братковская-Гропа-Дурня, не представляющие особой сложности. Причём последняя вершина достаточно часто траверсуется (на склонах горы видны 3-4 чётко набитые тропы, что минуют вершину горы недалеко от перемычки между Гропа и Дурней).